# 18 Pułk Kawalerii (III Rzesza)

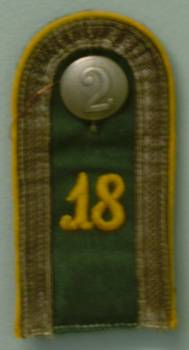
Pagon podoficera 2 szwadronu

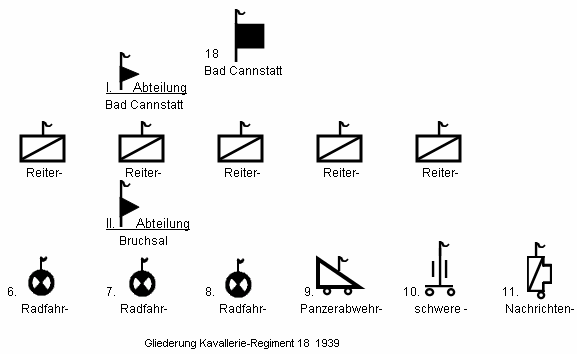
Struktura 18 Pułku Kawalerii w 1939

18 Pułk Kawalerii (Kavallerie-Regiment 18) − jeden z niemieckich pułków kawalerii okresu Republiki Weimarskiej i III Rzeszy.
Istniał od 18 grudnia 1919 do 25 sierpnia 1939. Stacjonował w regionie Badenia-Wirtembergia. Posiadał 5 szwadronów.